# San Leucio-komplekset
San Leucio-komplekset er et område i den italienske kommune Caserta i region Campania udbygget omkring en gammel silkefabrik. Området er beliggende ca 3,5 km nordvest for den byen San Leucio. 
Området var oprindeligt jagtområde for det napolitanske kongehus, men midt i det 18. århundrede besluttede kongen at opføre en silkefabrik på stedet. Der opførtes herefter et stort industrikompleks med fabrikker, paladser og arbejderboliger, og de nyeste produktionsmetoder blev taget i brug. Silken blev anset for at være af højeste kvalitet og er bl.a. blevet anvendt i Vatikanet, Buckingham Palace og Det Hvide Hus.
San Leucio-komplekset blev sammen med kongeslottet i Caserta og Vanvitellis Akvædukt optaget på UNESCOs verdensarvsliste i 1997.
41°06′04″N 14°18′59″Ø / 41.100975°N 14.316407°Ø